# Chalcis canadensis
Chalcis canadensis är en stekelart som först beskrevs av Cresson 1872.  Chalcis canadensis ingår i släktet Chalcis och familjen bredlårsteklar. Inga underarter finns listade i Catalogue of Life.